# Liverpool (Nova Scotia)
Liverpool ist eine Ortschaft an der Südküste Nova Scotias, Kanada. 1996 gab Liverpool seine administrative Eigenständigkeit auf und schloss sich der Region of Queens Municipality an. Liverpool liegt im Queens County an der Atlantikküste, an der Mündung des Mersey River.

## Geschichte
Liverpool wurde 1759 als Fischereihafen gegründet und nach der gleichnamigen Stadt Liverpool in England benannt, die ebenfalls am Mersey River liegt. Nach dem amerikanischen Bürgerkrieg gewann die Stadt an Bedeutung, als sich viele Loyalisten dort niederließen. Während des Bürgerkrieges nutzten Freibeuter den Hafen Liverpools, um nach amerikanischen Schiffen vor der Küste Nova Scotia's und Neuenglands Ausschau zu halten.
Im 19. Jahrhundert wurde aus der Stadt ein wichtiger Seehafen für die Fischerei und die heranwachsende Schiffbau-Industrie. Auch wurde die Stadt zu einem führenden Exporteur von Holz, welches von den Wäldern im Landesinneren den Mersey River hinab an die Küste geschifft wurde.
Jedoch das Aufkommen der Dampfschifffahrt und der Zusammenbruch der lokalen Bank von Liverpool im Jahre 1871, beeinträchtigte die Wirtschaft der Stadt sehr, welche schließlich einen langen Niedergang miterleben musste. Das Glück sollte jedoch kurzzeitig zurückkehren, als in den 1920ern Schmuggler Alkohol während der Prohibition in die Vereinigten Staaten von Amerika schmuggelten.

## Wirtschaft
In späteren Jahrzehnten wurde der Tourismus zu einer wichtigen Einnahmequelle Liverpools, besonders als die Lighthouse Route, zwischen dem Fährhafen von Yarmouth und Halifax beworben wurde. Liverpool wurde auch als Erholungsdestination für viele Einwohner von Halifax während der Sommermonate entdeckt.
Liverpools größter Arbeitgeber ist die Bowater Paper Company, eine Papierfabrik in der Nähe von Brooklyn mit 400 Beschäftigten und einer Jahresproduktion von 255.000 Tonnen Zeitungspapier. Die Fabrik wurde in den 1920ern gebaut und produziert für Zeitungen wie den Halifax Chronicle-Herald und die Washington Post.

## Söhne und Töchter der Gemeinde
- William Richardson (1869–vermutlich nach 1930), Sänger
- Jenna Martin (* 1988), Sprinterin